# Euxoa alcesta
Euxoa alcesta är en fjärilsart som beskrevs av Smith 1905. Euxoa alcesta ingår i släktet Euxoa och familjen nattflyn. Inga underarter finns listade i Catalogue of Life.